# Casanova Lerrone
Casanova Lerrone (ligur nyelven Casanöva, Casanêuva, Caṡaneuva vagy Casanēūva) település Olaszországban, Liguria régióban, Savona megyében. Lakosainak száma 742 fő (2023. január 1.). Casanova Lerrone Borghetto d’Arroscia, Cesio, Garlenda, Onzo, Ortovero, Ranzo, Stellanello, Testico, Vessalico és Villanova d’Albenga községekkel határos.

## Népesség
A település népességének változása:
| Lakosok száma | 731  | 739  | 742  |
|               | 2017 | 2018 | 2023 |